# Ralph Erwin
Ralph Erwin, egentligen Erwin Vogl, född 31 oktober 1896 i Bieliz i Österrike-Ungern, död 15 mars 1943 i ett koncentrationsläger i Beaune-la-Rolande i Frankrike, var en österrikisk kompositör.